# Amtsgericht Rüdersdorf

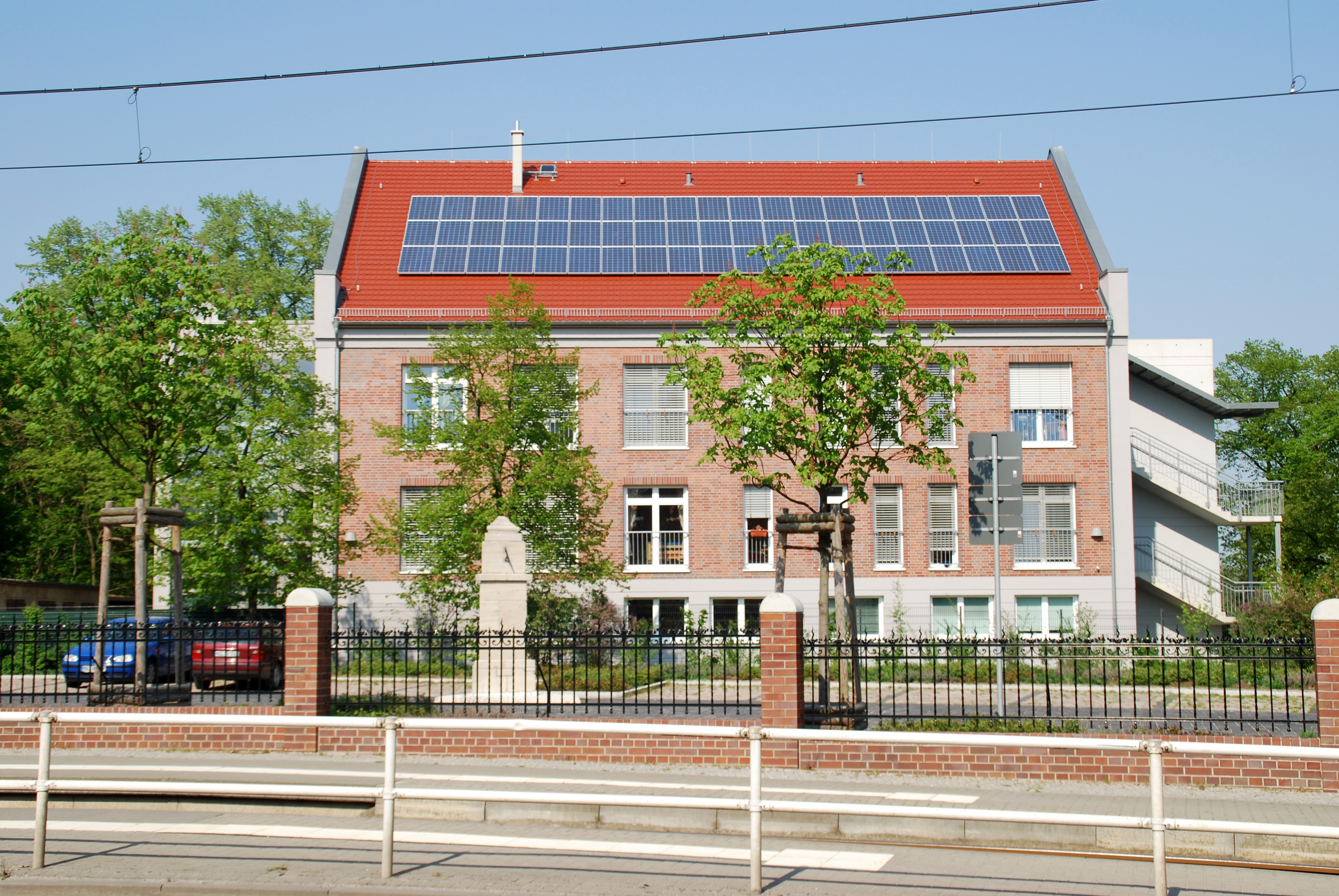
Ehem. Amtsgerichtsgebäude (2011)

Das Amtsgericht Rüdersdorf (historisch Amtsgericht Kalkberge-Rüdersdorf) war ein preußisches Amtsgericht mit Sitz in Rüdersdorf bei Berlin, Provinz Brandenburg.

## Geschichte
Im Rahmen der Reichsjustizgesetze wurden 1879 reichsweit einheitlich Oberlandes-, Land- und Amtsgerichte gebildet. In Kalkberge-Rüdersdorf entstand hierbei kein Amtsgericht. Das königlich preußische Amtsgericht Kalkberge-Rüdersdorf wurde durch das Gesetz, betreffend die Einrichtung eines Amtsgerichts in der Gemeinde Kalkberge-Rüdersdorf vom 20. Juni 1894 gebildet. Sein Gerichtsbezirk umfasste aus dem Landkreis Niederbarnim die Amtsbezirke Erkner, Fredersdorf ohne Dorf und Gut Bollensdorf, Herzfelde, Rüdersdorf und Schöneiche ohne den Gemeindebezirk und Gutsbezirk Schöneiche. Diese Orte gehörten vorher zum Bezirk des Amtsgerichtes Altlandsberg. Das Gericht lag im Bezirk des Landgerichtes Berlin II im Bezirk des Kammergerichtes. Im Jahre 1899 wurde das Amtsgericht Rüdersdorf dem Landgericht Berlin III zugeteilt. Mit der Zusammenlegung der Berliner Landgerichte kam das Amtsgericht Rüdersdorf 1933 an das Landgericht Berlin. Nach dem Zweiten Weltkrieg wurde das Amtsgericht Rüdersdorf dem Landgericht Potsdam zugeordnet. Von 1951 bis 1952 gehörte es dann zum Landgericht Cottbus.
Im Jahre 1952 wurden in der DDR die Amtsgerichte abgeschafft und stattdessen Kreisgerichte gebildet. Rüdersdorf kam zum Kreis Fürstenwalde, zuständiges Gericht war damit das Kreisgericht Fürstenwalde. Das Amtsgericht Rüdersdorf wurde aufgehoben und auch nach dem Zusammenbruch der DDR nicht neu errichtet.

## Amtsgerichtsgebäude
Das Amtsgerichtsgebäude (Hans-Striegelski-Straße 5, 6, Schulstraße 22) steht als Baudenkmal unter Denkmalschutz.